# 訃報 1993年10月
訃報 1993年10月（ふほう 1993ねん10がつ）では、1993年（平成5年）10月中に物故した、又は物故が報じられた人物についてまとめる。

## （1日 - 15日）

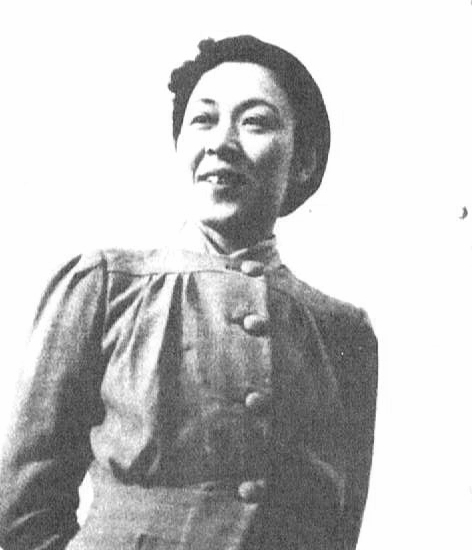
村瀬幸子 / 10月9日没

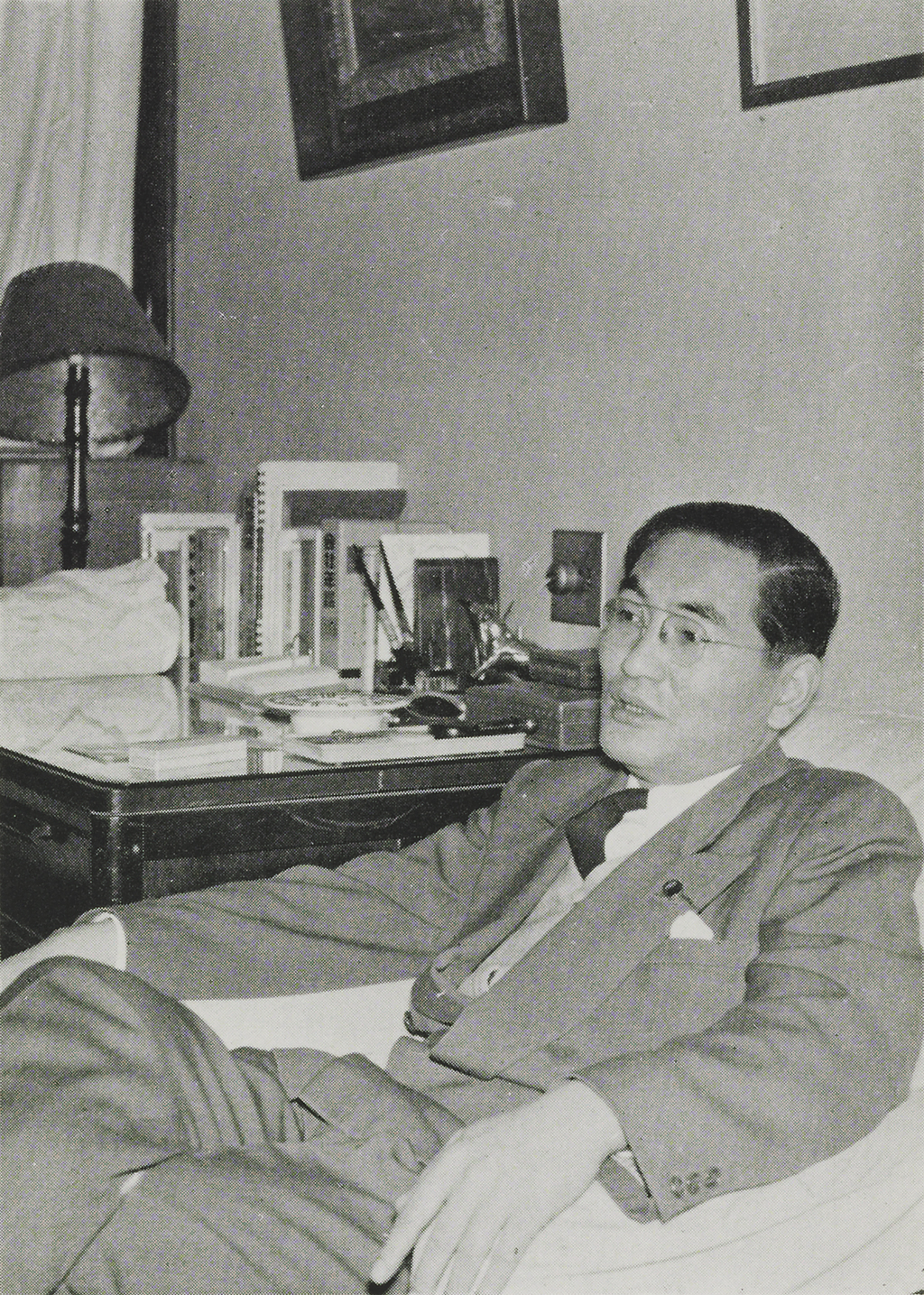
石田博英 / 10月14日没

- 10月2日 - 板垣清一郎、元山形県知事（* 1915年）
- 10月2日 - 琴の郷栄一、元大相撲力士（*1951年）
- 10月9日 - 村瀬幸子、女優（* 1905年）
- 10月10日 - 望月潤一、元プロ野球選手（* 1918年）
- 10月14日 - 石田博英、元内閣官房長官・労働大臣・運輸大臣（* 1914年）
- 10月14日 - 渥美健夫、鹿島建設名誉会長（* 1919年）

## （16日 - 31日）

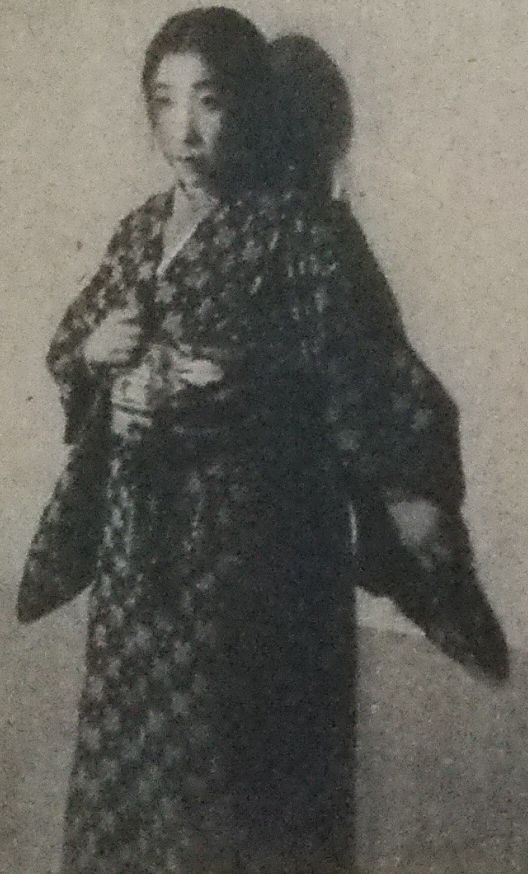
山本安英 / 10月20日没

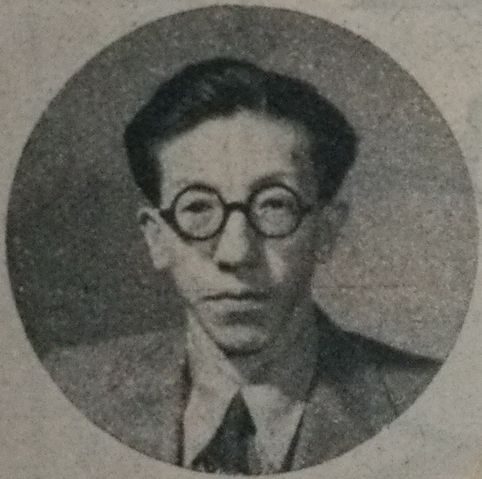
杉山寧 / 10月20日没

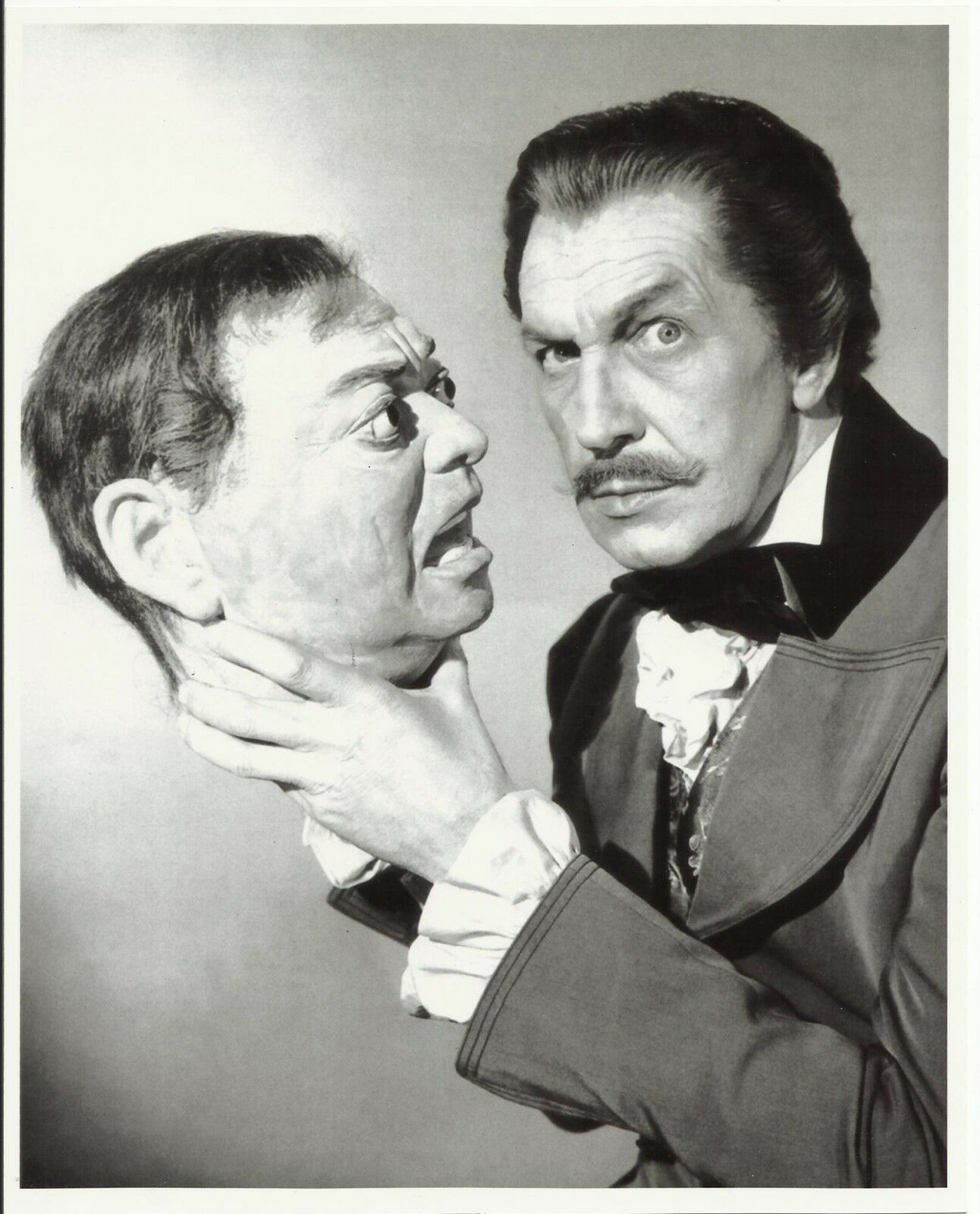
ヴィンセント・プライス / 10月25日没

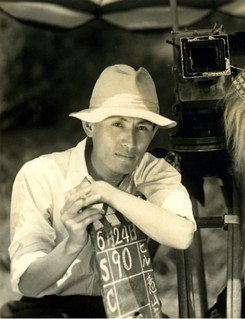
マキノ雅弘 / 10月29日没

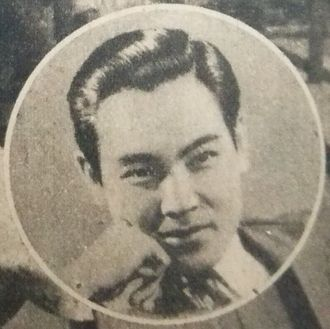
山内明 / 10月29日没

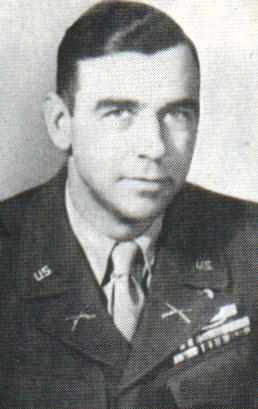
エドウィン・ウォーカー / 10月31日没

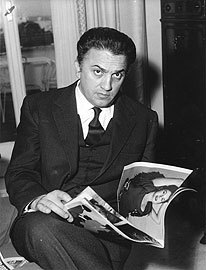
フェデリコ・フェリーニ / 10月31日没

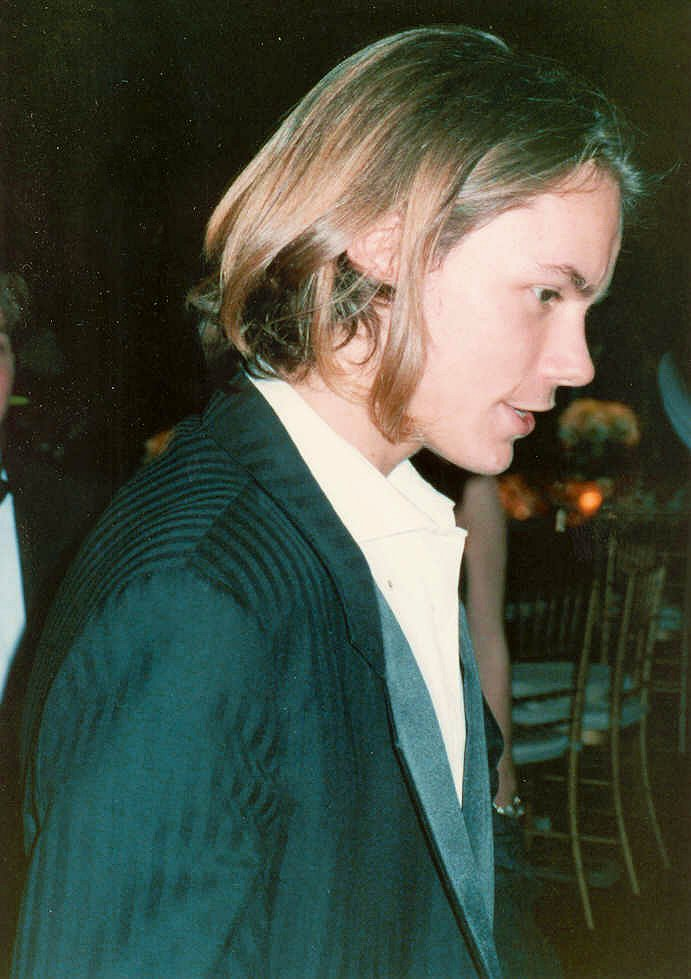
リヴァー・フェニックス / 10月31日没

- 10月20日 - 山本安英、新劇女優（* 1906年）
- 10月20日 - 杉山寧、日本画家（* 1909年）
- 10月20日 - 平井俊夫、ドイツ文学者、京都大学文学部名誉教授（* 1926年）
- 10月20日 - 野村秋介、右翼活動家（*1935年）
- 10月22日 - 小森邦夫、彫刻家（* 1917年）
- 10月25日 - ヴィンセント・プライス、俳優（* 1911年）
- 10月29日 - マキノ雅弘、映画監督（* 1908年）
- 10月29日 - 山内明、俳優（* 1921年）
- 10月31日 - エドウィン・ウォーカー、アメリカ陸軍少将（* 1909年）
- 10月31日 - 上島忠雄、UCC上島珈琲創業者・初代社長（* 1910年）
- 10月31日 - フェデリコ・フェリーニ、映画監督（* 1920年）
- 10月31日 - リヴァー・フェニックス、俳優（* 1970年）